# Marqués de la Ensenada (1894)
El Marqués de la Ensenada fue un crucero protegido de segunda categoría de la Armada Española perteneciente a la clase Isla de Luzón. Recibió su nombre para honrar la memoria de Zenón de Somodevilla y Bengoechea, marino, político y militar español.

## Construcción
Fue construido en el Arsenal de la Carraca entre 1887 a 1890 según los planos de sus gemelos construidos en Gran Bretaña Isla de Cuba e Isla de Luzón. Su blindaje según zonas variaba entre un espesor de 25 a 63 mm.

## Historial
Tras ser completado, se unió a la flota metropolitana, con la que participó en la guerra de Margallo de 1893-1894, efectuando bombardeos costeros entre Melilla y Chafarinas.
En el año 1894 viajó a la colonia de Guinea Española y participó en junio de 1895 en los actos realizados con motivo de la inauguración del Canal de Kiel, siendo el primer buque español que lo cruzó. En 1897 fue destinado al Apostadero de La Habana para reforzar la vigilancia de las costas cubanas, sorprendiéndole el conflicto contra los EE. UU. en el arsenal necesitado de reparaciones, por lo que no tomó parte en ninguna operación, habiéndose trasladado su artillería a las defensas de costa. 
Tras la guerra se firmó el Tratado de París, que en su artículo V señalaba: "[...] Serán propiedad de España banderas y estandartes, buques de guerra no apresados, armas portátiles, cañones de todos calibres...". Por este artículo volvió a España en la primavera de 1899.
En 1900, por Decreto del 18 de mayo del Ministerio de Marina, se describió técnicamente la situación de los buques de la Armada en ese momento y se dieron de baja 25 unidades por considerarse ineficaces, entre ellos el Marqués de la Ensenada. Respecto al Marqués de la Ensenada señala:

El Alfonso XII, Temerario, Vicente Yáñez Pinzón y Martin Alonso Pinzón son buques sin valor militar de ninguna clase, faltos de toda protección, tanto en sus costados como en su artillería, máquinas y calderas, en términos de poder ser inmediatamente destruidos, no ya por los cañones modernos, sino por los antiguos, sin velocidad y sin otra aplicación que los servicios de paz y la infructuosa y nominal persecución del contrabando, consumen sin provecho alguno, lo mismo que el Marqués de la Ensenada, una gran parte del presupuesto de la Marina, son causa de grandes y justificadas censuras, y sólo sirven para cubrir con nombres sin realidad alguna la lista de una escuadra absolutamente ficticia.

Después quedó desarmado en La Carraca afecto durante algunos años a la Brigada Torpedista de Cádiz como pontón, hasta su venta para desguace en 1913.